# Frédéric Ier de Brunswick-Wolfenbüttel
Pour les articles homonymes, voir Frédéric Ier.
Frédéric Ier, né vers 1357 et mort le 5 juin 1400 près de Kleinenglis en Hesse, est un prince de la dynastie des Welf, fils du duc Magnus II de Brunswick-Lunebourg. Il fut duc de Brunswick-Wolfenbüttel de 1373 à sa mort.

## Biographie
Frédéric est le fils aîné de Magnus II, duc de Brunswick-Lunebourg, et de son épouse Catherine, une fille du prince Bernard III d'Anhalt-Bernbourg. Il succède dans la principauté de Brunswick-Wolfenbüttel à la mort de son père en 1373. Pendant la durée de sa minorité, il est placé sous la protection d'Othon de Brunswick-Göttingen.
Comme son père, Frédéric est confronté à la guerre de succession du Lunebourg, déclenchée par la mort du duc Guillaume II en 1369. Ce conflit avec les ducs ascaniens de Saxe-Wittemberg prend fin en 1373 avec le traité de Hanovre, selon lequel la principauté de Lunebourg doit être gouverné en alternance par les Welf et la maison d'Ascanie. Toutefois, ce traité n'apaise pas les tensions, et le conflit reprend. En 1388, Frédéric Ier et ses frères cadets Bernard et Henri remportent la guerre en s'emparant de la ville de Lunebourg.
En mai 1400, Frédéric se rend à Francfort, à l'assemblée des princes-électeurs du Saint-Empire, réunie afin de déposer le roi Venceslas Ier. Selon la légende, Frédéric, favorisé par son beau-frère Venceslas de Saxe contre l'opposition de l'archevêque Jean II de Mayence, aurait été élu roi des Romains le 22 mai par certains princes, en opposition à Venceslas. Toutefois, cette élection n'est documentée par aucune source et n'a peut-être été inventée qu'ultérieurement, pour justifier l'assassinat de Frédéric.
Alors qu'il rentrait dans son domaine, Frédéric est assassiné le 5 juin 1400 près de Kleinenglis, dans le nord du landgraviat de Hesse, par le comte Henri VII de Waldeck et ses sbires. Il est inhumé au mos Teutonicus dans la cathédrale de Brunswick. Une croix de pierre a été érigée sur les lieux de sa mort. Comme il ne laisse pas de fils, ce sont ses deux frères cadets Bernard et Henri qui lui succèdent conjointement.

## Mariage et descendance
En 1386, Frédéric épouse Anne (morte en 1426), fille de l'électeur Venceslas de Saxe, en même temps que son frère Bernard épouse Marguerite, une autre fille de Venceslas. Ces mariages avaient pour but de cimenter l'accord de paix entre les deux maisons.
Frédéric et Anne ont eu deux filles : 
- Catherine (morte en 1439), épouse en 1413 le comte Henri XIX (XXIV) de Schwarzbourg  (1388-1444) ;
- Anne (morte en 1432), épouse en 1410 Frédéric IV de Habsbourg, duc d'Autriche (1382-1439), régent du Tyrol et de l'Autriche antérieure.